# Antagonist angiotenzin II receptora
 Antagonisti angiotenzin II receptora (blokatori angiotensin receptora, ARB, antagonisti AT1-receptora, sartani) grupa su lekova koji modulišu renin-angiotensin-aldosteronski sistem. Oni se prvenstveno upotrebljavaju u tratmanu hipertenzije (visokog krvnog pritiska), dijabetičke nefropatije (oštećenja bubrega usled dijabetesa) i kongestivnog zatajenja srca.

## Medicinska primena
Blokatori angiotensin II receptora se koriste za tretman hipertenzije kod pacijenata koji su netolerantni za terapiju ACE inhibitorima. Oni ne inhibiraju razlaganje bradikinina ili drugih kinina, i stoga retko uzrokuju persistentni suvi kašalj i/ili angioedem. Oni nalaze primenu u tretmanu zatajenja srca kod pacijenata koji ne tolerišu terapiju ACE inhibitorima, posebno kandesartan. Za urbesartan i losartan postoje klinički podaci koji indiciraju da su korisni u tretmanu hipertenzivnih pacijenata sa tipom II dijabetesa, i da mogu da uspore progresiju dijabetičke nefropatije. Kandesartan se eksperimentalno koristi kao preventivni treatman migrene. Za lisinopril je utvrđeno da je manje efektivan od kandesartana u sprečavanju migrene.
Blokatori angiotensin II receptora imaju različitu potentnost u pogledu kontrole krvnog pritiska, sa statistički različitim dejstvima pri maksimalnim dozama.
Neki od ovih lekova deluju kao supstance kojima se povećava ekskrecija urinske kiseline urinom.

## Spoljašnje veze
- Angiotensin+II+Type+1+Receptor+Blockers на 